# .ao
.ao е интернет домейн от първо ниво за Ангола. Администрира се от колежа по инженерство на университета Агостино Нето. Домейнът е представен през 1995 г.

## Домейни от второ ниво
- .ed.ao
- .gv.ao
- .og.ao
- .co.ao
- .pb.ao
- .it.ao